# 哈索·冯·曼陀菲尔
哈索-埃卡尔德·冯·曼陀菲尔男爵（德語：Hasso-Eccard Freiherr von Manteuffel，1897年1月14日—1978年9月24日），德国陸軍將領、政治人物，第二次世界大战期间成为卓越的军事将领，战后當選德国联邦议院議員，是德国战后军事重整的积极推动者，他为新的西德陆军命名，即「德國聯邦國防軍」。

## 生平

### 早年生平
曼陀菲爾出生於波茨坦的一個普魯士貴族政治家族曼陀菲爾家族，他的父亲是普鲁士上尉埃卡德·奥古斯特·格特·埃尔德曼·冯·曼托菲尔（Eckard August Gerdt Erdmann von Manteuffel , 1863-1904年），母亲是苏珊娜（Susanne, née von und zu Ende, 1874-1921）。1908年考進軍事幼校。1916年2月22日，曼陀菲爾加入德意志帝國陸軍，成為輕騎兵團的軍官，他加入拉特诺的“冯·齐滕”（勃兰登堡）第3骠骑兵团，担任少尉。

### 一战和战间期
1916年4月28日晋升为中尉。他随团部署在西线，并被授予两级铁十字勋章、黑色伤员徽章和二级不伦瑞克战争功绩十字勋章。
战争结束后，曼陀菲爾从1919年1月起担任柏林伯格哈德·冯·欧文自由军团的副官。1919年5月，他被纳入10万人的国防军，并被分配到国防军第18骑兵团。随着国防军不断缩减，他被调往第3（普鲁士）骑兵团，在第二中队服役。1924年底，他被任命为副官，1925年4月1日晋升为中尉。1932年10月1日任骑兵第17团第5中队团长，1937年3月1日任总陆军部陆军部快部队检阅顾问（后检阅第17团）装甲部队）。1921年6月23日，他与后来被任命为陆军元帅的埃瓦尔德·冯·克莱斯特的侄女阿姆加德·冯·克莱斯特结婚。这对夫妇育有两个孩子。
曼陀菲爾是20世纪30年代著名的运动战理论家。1936年，他在柏林东南温斯多夫的第一装甲学校担任战术教官。

### 装甲战争
第二次世界大战爆发时，曼陀菲爾是一名中校。在德国进攻苏联之前，他成为第7装甲师的营长。同年8月接管步枪第7团，1941年10月1日晋升上校。1941年11月底，他和“曼陀菲爾战斗群”挺进到莫斯科郊区50公里以内。由于攻占了一座具有重要战略意义的桥梁，他于1941年12月31日被授予骑士铁十字勋章。1942年7月起，曼陀菲爾任东线第7装甲师第7装甲掷弹兵旅旅长。
1943年8月，曼陀菲爾出任第7裝甲師師長。這年秋天蘇維埃紅軍反攻，衝過聶伯河攻佔基輔，曼陀菲爾受曼斯坦委任應付危局，以僅有的零星部隊，發動夜晚突襲正在進攻的紅軍後方，重新攻佔科羅斯堅。
1944年初，曼陀菲爾指揮新擴編的大德意志裝甲擲彈兵師，1944年9月，成功營救出被紅軍團團包圍在里加波羅的海海岸的德軍，後因此功破格升任西線第5裝甲軍團司令。
1945年3月，曼陀菲爾被任命为第3装甲集团军总司令，该军的任务是阻止红军越过波美拉尼亚的奥得河。但他的军队已经无法做到这一点，随后他撤退到柏林以北的易北河。
1945年5月，通过与英军的谈判，曼陀菲爾成功地让30万名德国士兵被英国人而不是苏联人俘虏。在英国的各个战俘营被拘留后，他被移交给美国囚禁。他在1947年被释放。

### 战后岁月
战后，曼陀菲尔居住在诺伊斯，担任罗伯特·普费德门格斯银行的一名专业雇员，并且也积极参与政治。他自1949年以来一直是自民党成员；根据英国特勤局的说法，1950年，他与兄弟会取得了联系，这是一个以前州长卡尔·考夫曼为中心的纳粹旧成员组织，想要渗透到年轻的德意志联邦共和国。从理念和人员上看，该俱乐部是瑙曼圈的先驱，也被称为“自由民主黨大区长官」（Gauleiter-FDP）。1953年至1957年任联邦议院议员。他最初是该党的国防政策发言人。北莱茵-威斯特法伦州自民党联盟从基民盟改为社会民主党后，他于1956年2月23日离开自由党和欧拉集团，参与组建民族主义的自由人民党，并成为该党的副议会党团领袖。1957年3月14日自由人民党联盟加入德国党时，曼陀菲爾也加入了。这位前将军是德国向北约做出国防贡献的早期倡导者，他建议根据1848年议会军队的模式，将新武装部队称为联邦国防军。1957年，他和议员马丁·布兰克（民主党）和弗里茨·贝伦森（基民盟）因军火合同受到指控。他在1953年至1957年期间担任联邦议院国防委员会正式成员，随后根据《基本法》第45a条充当调查委员会，但未能证实这些指控。
1959年，陪审团以过失杀人罪起诉他。1944年，他因一名士兵在敌人面前胆怯而被送上军事法庭，因为他在值夜时目睹了两名战友被绑架的情况，但他既没有干预也没有报告这一事件。军事法庭决定监禁，但曼陀菲尔枪杀了这名士兵。1959年8月21日，曼陀菲爾因一起较轻的过失杀人罪被判处一年零六个月监禁，但仅两个月后，在即将卸任的联邦总统特奧多爾·豪斯的调解下被释放。1960年3月21日，曼陀菲爾对监禁判决提出的上诉被联邦法院驳回。
1968年，他应邀访问纽约西点军校。他还应美国总参谋长威廉·威斯特摩兰邀请访问美国国防部，并应美国前总统艾森豪威尔请求访问白宫。
20世纪60年代末，曼陀菲爾担任美国战争片的军事顾问。1978年9月24日，他在奥地利阿爾普巴赫谷地賴特度假时去世，死后归葬德国。

## 外部連結
| 军职                                       | 军职                                                  | 军职                       |
| ------------------------------------------ | ----------------------------------------------------- | -------------------------- |
| 前任： 弗里德里希·弗雷赫尔·冯·布罗伊奇少將 | “冯·曼陀菲尔”師師長 1943年2月7日 – 1943年3月31日      | 繼任： 卡尔·布洛维乌斯少將 |
| 前任： 沃尔夫冈·格拉塞默少將               | 第7装甲师師長 1943年8月20日 – 1944年1月               | 繼任： 艾德貝特·舒爾茨少將 |
| 前任： 沃尔特·霍恩莱因中尉                 | 大德意志装甲掷弹兵师師長 1944年1月27日 – 1944年9月1日 | 繼任： 卡尔·洛伦茨上校     |
| 前任： 約瑟夫·迪特里希上級集團領袖         | 第5装甲集团军司令 1944年9月9日 – 1945年3月8日         | 繼任： 約瑟夫·哈爾佩大將   |
| 前任： 埃哈德·勞斯大將                     | 第3装集团军司令 1945年3月10日 – 1945年5月8日          | 繼任： 无                  |